# Microcosm of London

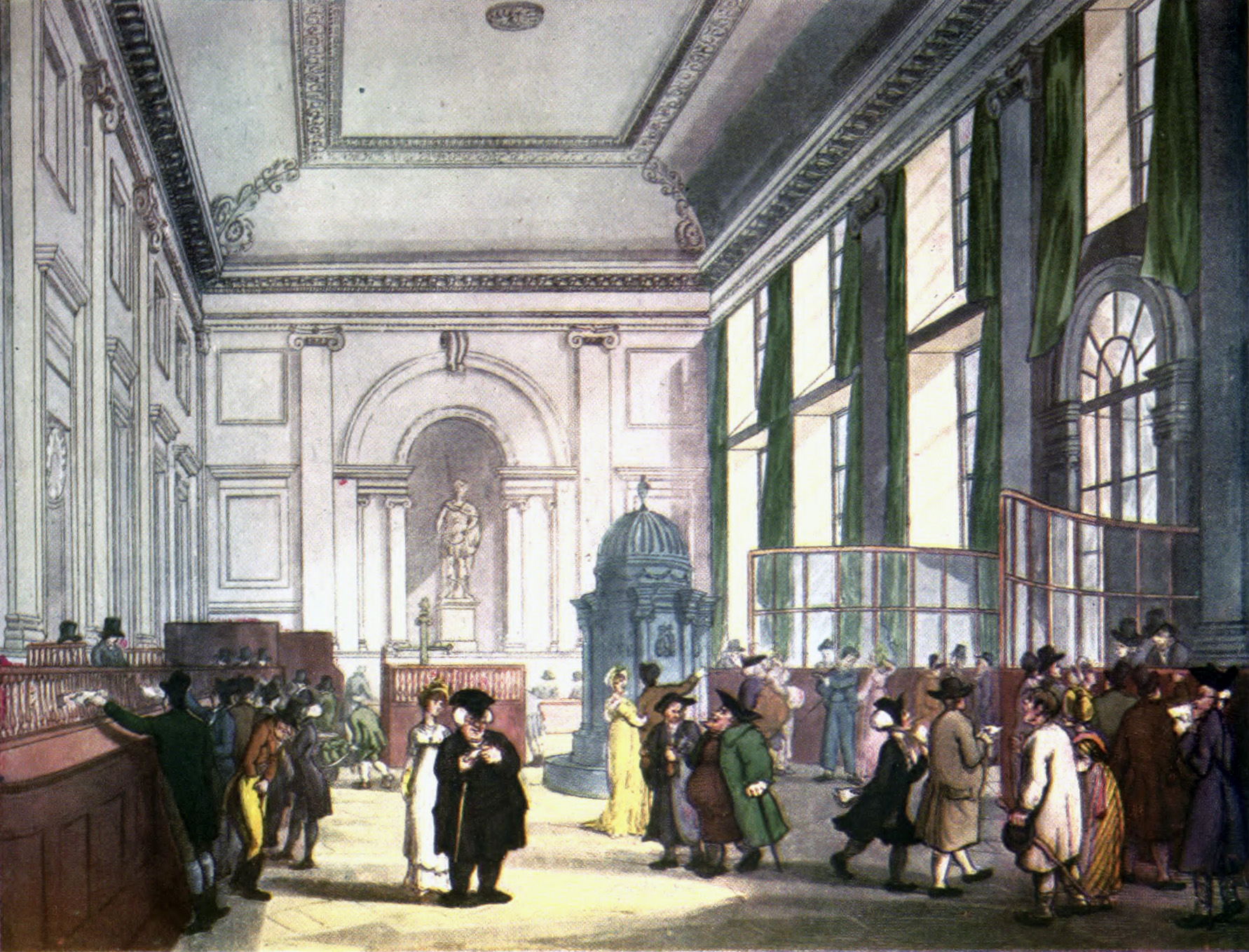
Bank of England

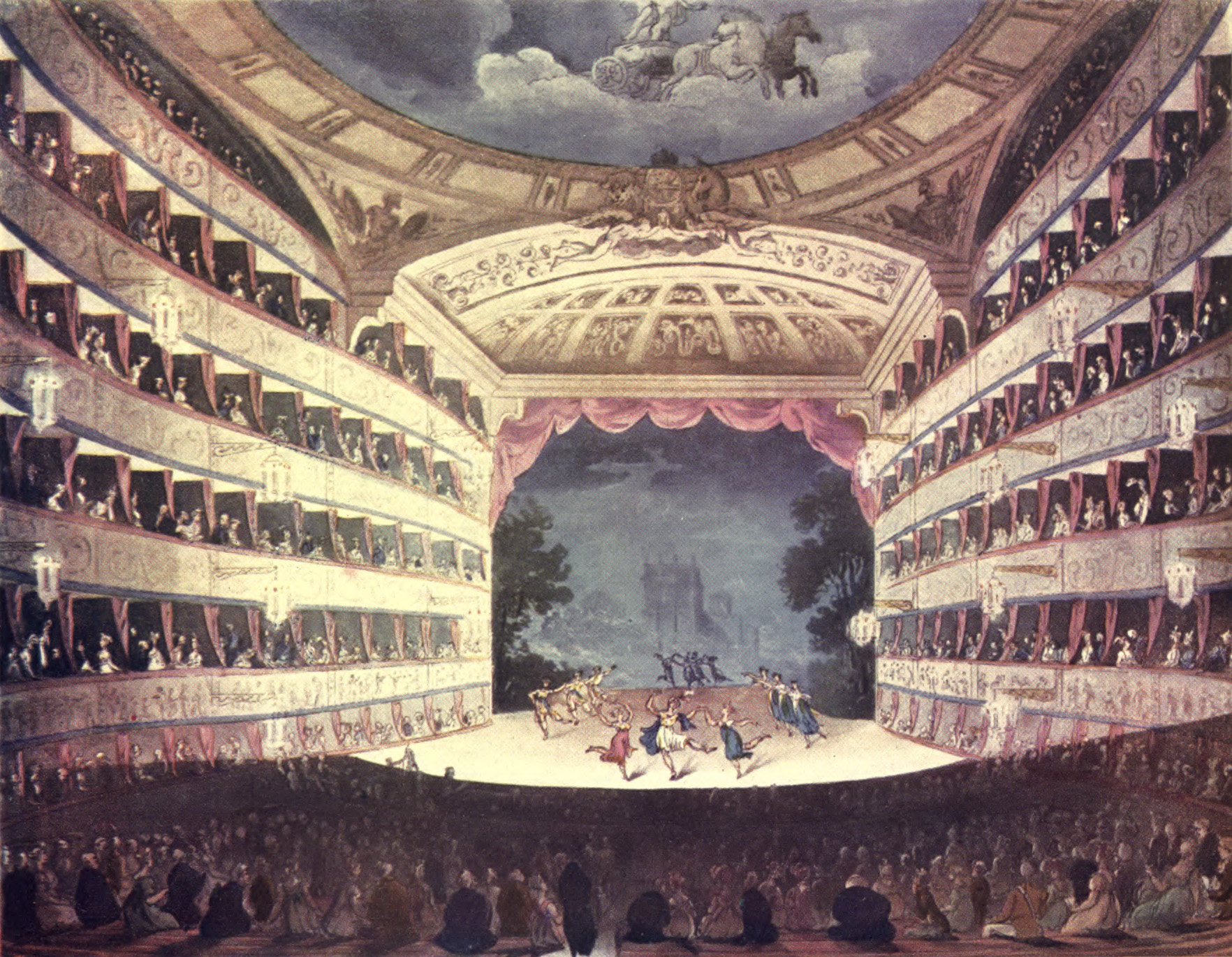
Royal Opera House

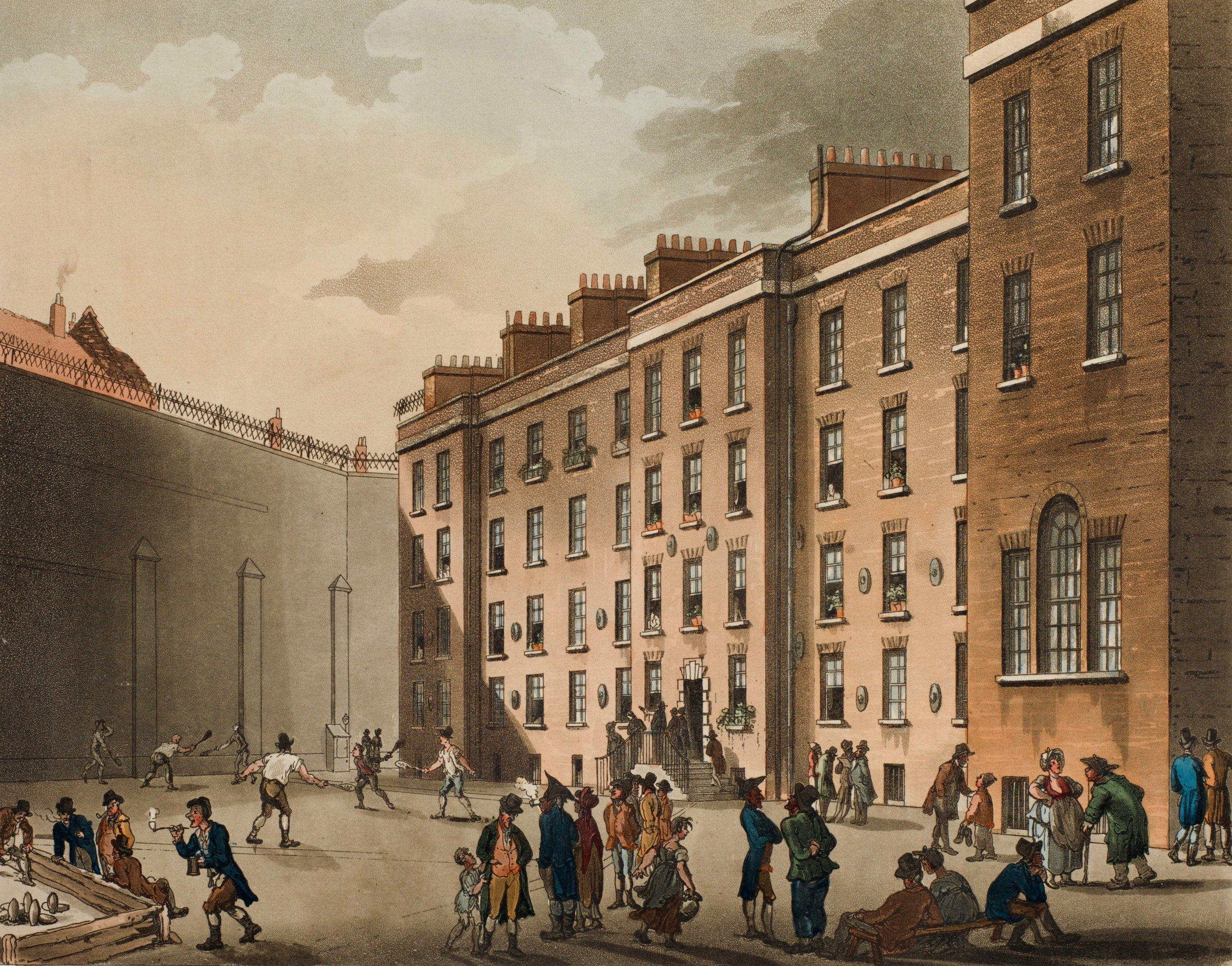
Fleet Prison

Microcosm of London ist ein dreibändiges Buch, das zwischen 1808 und 1810 in London erschien. Es ist ein Bildband, der das London seiner Zeit zeigen möchte. Das Buch wurde von Rudolph Ackermann verlegt, die Texte stammten von William Henry Pine (1. und 2. Band) und William Combe (3. Band), die Bilder von Thomas Rowlandson (Menschen) und Auguste Charles Pugin (Architektur).
Das Buch hat insgesamt 32 Kapitel, die sich verschiedenen Themen wie der Royal Academy of Arts, Christie’s Auktionsraum, Carlton House, dem Markt in Covent Garden oder dem Tower of London widmen. Die Idee zu dem Buch ging von Pugin aus. Es war ebenso sehr für Londoner gedacht, die die gesamte Stadt, in der sie lebten, wahrnehmen sollten, wie für Touristen. Ebenso wie moderne Reiseführer fokussiert das Werk vor allem auf den repräsentablen Teil der Stadt und ignoriert den Alltag der meisten Bewohner Londons.
Das Buch begründete Ackermanns Ruf als Verleger von Bildwerken.